# Chang-Sat Bangkok 2 Open
El Chang-Sat Bangkok 2 Open fue un torneo de tenis celebrado en Bangkok, Tailandia en el año 2010 disputándose una única edición. El evento formó parte del ATP Challenger Tour y se jugó en canchas duras.

## Finales anteriores

### Individuales
| Año  | Campeón         | Finalista             | Resultado |
| ---- | --------------- | --------------------- | --------- |
| 2010 | Grigor Dimitrov | Alexandre Kudryavtsev | 6–4, 6–1  |

### Dobles
| Año  | Campeón                               | Finalista                      | Resultado |
| ---- | ------------------------------------- | ------------------------------ | --------- |
| 2010 | Sanchai Ratiwatana Sonchat Ratiwatana | Frederik Nielsen Yuichi Sugita | 6–3, 7–5  |